# Nejlovelu, Argeș
Nejlovelu (în trecut, Lagăr) este un sat în comuna Rătești din județul Argeș, Muntenia, România.

## Istorie
Satul Nejlovelu este parte componentă a Comunei Rătești, județul Argeș. Situat, din punct de vedere geografic, în Câmpia Piteștilor, pe cursul râului Neajlov, la 30 de km de Municipiul Pitești și la 86 de km de Municipiul București, cu ieșire la autostrada A1. 
Înainte de Primul Război Mondial și în perioada interbelică, satul a purtat numele de Lagăru, fiind parte componentă a Comunei Ciupa și chiar și reședință administrativă a comunei, comuna Ciupa făcând parte din plasa Dâmbovnic și conform Institutului de Științe Sociale ale României, prin cercetarea lui Dimitrie Gusti in lucrarea "Sociologie Românească" din anul 1942 : "satul Lagăru este unul dintre satele pe care desele împărțiri administrative nu le-a atins rangul de reședință de comună". Conform recensământului general din anul 1930, reiese faptul că această comună, Ciupa, încă există, având în componența sa sate precum Coseri, Popești, Gruiu, Teiu si Rătești.
Atestarea documentară a localității este din anul 1579, dar regăsim numele de Ciupa și în anul 1385, în scrierile a doi pelerini germani Peter Sparnau și Ulrich von Tennstadt, care menționează itinerariul lor către Ierusalim , iar printre așezările străbătute de ei prin Țara Românească se găsește și numele de Ciupa ("Suppa"), dar și în "Itinerariul de la Bruge", păstrat in Biblioteca Universitară de la Gand, găsim aceeași rută prin Țara Românească, Pitești, Ciupa, Velea, Giurgiu, însă se regăsesc urme de așezare pe aceste locuri încă din Epoca Bronzului, în urma săpăturilor arheologice efectuate în dreptul satului Ciupa.